# Bobby Czyz
Robert Edward „Bobby“ Czyz (* 10. Februar 1962 in Wanaque, New Jersey) ist ein ehemaliger US-amerikanischer Boxer und Kommentator.

## Laufbahn
Czyz, dessen Nachname von seinen polnischen Vorfahren stammt, hatte als Amateur großes Glück, als die US-amerikanische Nationalmannschaft, deren Mitglied er war, 1980 in Polen mit dem Flugzeug abstürzte, er aber wegen eines Verkehrsunfalls eine Woche zuvor zufällig nicht an Bord war.
Er begann seine Profikarriere 1980 als Mittelgewichtler, unterlag 1982 dem syrischen Rechtsausleger Mustafa Hamsho und stieg ins Halbschwergewicht auf. Am 6. September 1986 forderte er in Las Vegas den Olympiasieger Slobodan Kačar für den IBF-Titel heraus und gewann in der fünften Runde. Gegen Charles Williams schaffte er im Oktober 1987 zwar einen Niederschlag, musste den Kampf aber wegen einer Platzwunde am Auge in der achten Runde aufgeben und verlor so den Gürtel in seiner vierten Titelverteidigung. Er unterlag in der Folge Dennis Andries nach Punkten und verlor ebenfalls 1989 in zwei Titelkämpfen gegen Virgil Hill (WBA) und in einem Rückkampf Charles Williams.
1990 schlug er mit Andrew Maynard den zweiten ungeschlagenen Olympiasieger vorzeitig. Kurz darauf stieg er in das Cruisergewicht auf, wo er am 8. März 1991 den WBA-Titel gegen Robert Daniels gewann. Nach einigen Titelverteidigungen gab er den Gürtel ab, weil er nicht gegen den als Cruiser angesehenen Orlin Norris boxen wollte. Im August 1994 unterlag er dem Nigerianer David Izeqwire.
Czyz boxte dann noch ein paar Mal im Schwergewicht, war aber gegen Evander Holyfield und Corrie Sanders chancenlos und verlor jeweils vorzeitig.
Er arbeitet heute als Kommentator beim US-amerikanischen Pay-TV-Sender Showtime.
Czyz ist bekannt für seinen hohen IQ, als der erste Test von ihm publik wurde erklärte er ironisch: „Ich bin die Inkarnation der Antithese des stereotypen Boxers.“ Er ist auch Mensa-Mitglied.